# 卡馬爾·賈韋德·巴傑瓦
卡馬爾·賈韋德·巴傑瓦將軍（1960年11月11日—），是一名巴基斯坦军事人物。他是现任巴基斯坦的巴基斯坦陸軍參謀長。陸軍參謀長一職在巴国有很大的影响力，巴傑瓦也在2018年被《福布斯》杂志评为世界上最有影响力的人物之一。
巴傑瓦出生于旁遮普省的古杰兰瓦拉县的一個賈特人穆斯林（“巴傑瓦”這個姓氏在賈特人中很常見）家庭。1978年加入陆军并在1980年加入俾路之旅（Baloch Regiment）。他也曾被派到加拿大和美国学习。
2016年任巴基斯坦陆军参谋长，在2019年退役，但总理伊姆蘭·汗因认为国家安全有恶化的现象而先后向最高法院和透过国会申请延長巴傑瓦的任期。